# Мощениця-Нижня
Мощениця-Нижня (пол. Moszczenica Niżna) — село в Польщі, у гміні Старий Сонч Новосондецького повіту Малопольського воєводства.
Населення — 1021 особа (2011).
У 1975-1998 роках село належало до Новосондецького воєводства.

## Демографія
Демографічна структура станом на 31 березня 2011 року:
|          | Загалом | Допрацездатний вік | Працездатний вік | Постпрацездатний вік |
| -------- | ------- | ------------------ | ---------------- | -------------------- |
| Чоловіки | 533     | 162                | 337              | 34                   |
| Жінки    | 488     | 128                | 290              | 70                   |
| Разом    | 1021    | 290                | 627              | 104                  |